# Siergiej Stiepanow
Siergiej Aleksandrowicz Stiepanow (ros. Сергей Александрович Степанов, ur. 6 października?/19 października 1903 w Petersburgu, zm. 26 grudnia 1976 w Moskwie) – radziecki generał major, polityk i działacz partyjny.

## Życiorys
Od 1919 pracował jako ślusarz, 1923-1926 był słuchaczem fakultetu robotniczego przy Piotrogrodzkim/Leningradzkim Instytucie Górniczym, 1926-1931 studiował w Moskiewskiej Wyższej Szkole Technicznej im. Baumana, a 1931-1933 na Wydziale Wojskowo-Przemysłowym Wojskowej Akademii Morskiej im. Woroszyłowa. Od 1928 członek WKP(b), od stycznia 1933 do grudnia 1938 był inżynierem-konstruktorem i głównym inżynierem Kołomienskiego Zakładu Inżynieryjnego, od grudnia 1938 do lutego 1939 zastępca ludowego komisarza przemysłu maszynowego ZSRR, od lutego 1939 do kwietnia 1941 zastępca ludowego komisarza ciężkiego przemysłu maszynowego ZSRR. Od kwietnia 1941 do stycznia 1942 I zastępca ludowego komisarza ciężkiego przemysłu maszynowego ZSRR, od stycznia 1942 do października 1945 zastępca ludowego komisarza przemysłu czołgowego ZSRR, 21 stycznia 1945 otrzymał stopnień generała majora służby inżynieryjno-czołgowej, od października 1945 do kwietnia 1949 zastępca ludowego komisarza/ministra przemysłu transportowego ZSRR, od kwietnia 1949 do grudnia 1951 I zastępca ludowego komisarza przemysłu transportowego ZSRR. Od 31 grudnia 1951 do 5 marca 1953 minister przemysłu rolnego ZSRR, od 14 października 1952 do 17 października 1961 zastępca członka KC KPZR, od marca 1953 zastępca ministra przemysłu maszynowego ZSRR, potem do kwietnia 1954 I zastępca ministra przemysłu maszynowego ZSRR. Od 19 kwietnia 1954 do 10 maja 1957 minister przemysłu transportowego ZSRR, od 29 maja 1957 do 25 grudnia 1962 przewodniczący Sownarchozu Swierdłowskiego Ekonomicznego Rejonu Administracyjnego, od 31 października 1961 do 29 marca 1966 członek KC KPZR. Od 25 października 1962 do maja 1963 przewodniczący Sownarchozu Środkowouralskiego Rejonu Ekonomicznego, od 10 maja 1963 do października 1965 zastępca przewodniczącego Państwowego Komitetu Planowania Rady Ministrów ZSRR w randze ministra ZSRR, następnie na emeryturze. Deputowany do Rady Najwyższej ZSRR 5 i 6 kadencji. Pochowany na Cmentarzu Nowodziewiczym.

## Odznaczenia i nagrody
- Order Lenina (trzykrotnie)
- Order Kutuzowa I klasy
- Order Kutuzowa II klasy
- Order Czerwonego Sztandaru Pracy (trzykrotnie)
- Order „Znak Honoru”
- Nagroda Stalinowska